# 1959년 프랑스 뮈니시팔 선거
1959년 프랑스 뮈니시팔 선거는 1958년 프랑스 제5공화국 성립에 따라 1959년 3월 8일과 15일 치러진 뮈니시팔 단위의 지방선거이다.